# Azacca (cràter)
Azacca és un cràter sobre la superfície del planeta nan Ceres, situat amb el sistema de coordenades planetocèntriques a -3.76 ° de latitud nord i 221.47 ° de longitud est. Fa un diàmetre de 49.91 km. El nom va ser fet oficial per la UAI el primer d'octubre del 2015 i fa referència a Azacca, divinitat de l'agricultura haitiana.